# Ishqiya
Ishqiya – bollywoodzki komediodramat i thriller z 2010 roku. Debiut Abhishek Chaubeya. Produkcja i muzyka i scenariusz Vishal Bhardwaj – autor Omkary. W rolach głównych Naseeruddin Shah, Arshad Warsi, Vidya Balan i Salman Shahid. Przemyt broni z Chin. Uzbrajanie wiosek na wojny kastowe. Ciemność Uttar Pradesh. I na tym tle trójkąt miłości i manipulacji.

## Fabuła
Dwóm, pomniejszym gangsterom: Kahujaanowi (Naseeruddin Shah) i wychowanemu przez niego kuzynowi Babbanowi (Arshad Warsi) udaje się okraść szefa gangu Mustaqa (Salman Shahid). Szczęśliwie uniknąwszy zakopania żywcem liczą oni na ucieczkę przez góry do Nepalu. Przeprowadzić ma ich przez granice niejaki Vidyahar Verma (Adil Husain), jednak przybywszy do jego domu spotykają tylko wdowę po nim Krishnę (Vidya Balan). Obaj mężczyźni zafascynowani odkrywają dla siebie prawdziwą naturę Krishny: Khalu poetycką, subtelną, budzącą miłość, Babban zmysłową, wyzwalającą pożądanie. Wkrótce obaj gotowi są do gry, którą rozpoczyna z nimi piękna Krishna.

## Obsada
- Naseeruddin Shah jako Khalujaan
- Arshad Warsi jako Babban Hussain
- Vidya Balan jako Krishna Verma
- Salman Shahid jako Mushtaq
- Rajesh Sharma jako Kamalkant Kakkad
- Anupama Kumar jako Manju Kakkad

## Piosenki
| Nr # | Piosenkę                     | śpiewa(ją)                           | trwa |
| 1    | Dil To Bachcha Hai           | Rahat Fateh Ali Khan                 | 5:36 |
| 2    | Ibn-E-Batuta                 | Sukhwinder Singh, Mika Singh         | 3:40 |
| 3    | Ab Mujhe Koi                 | Rekha Bhardwaj                       | 5:43 |
| 4    | Badi Dheere Jali             | Rekha Bhardwaj                       | 7:04 |
| 5    | Dil To Bachcha Hai (Remix)   | Rahat Fateh Ali Khan, Clinton Cerejo | 4:02 |
| 6    | Ibn-E-Batuta (Nucleya Remix) | Sukhwinder Singh, Mika Singh         | 4:21 |
| 7    | Ibn-E-Batuta (Remix)         | Sukhwinder Singh, Mika Singh         | 4:14 |